# Epidendrum repens
Epidendrum repens är en orkidéart som beskrevs av Célestin Alfred Cogniaux. Epidendrum repens ingår i släktet Epidendrum och familjen orkidéer. Inga underarter finns listade i Catalogue of Life.